# Erpe-Mere
Erpe-Mere – miejscowość i gmina (gemeente) w Belgii, w Regionie Flamandzkim, w prowincji Flandria Wschodnia, w okręgu Aalst.

## Historia
Gmina została utworzona w obecnym kształcie 1 stycznia 1977 roku.

## Podział administracyjny
W skład gminy wchodzi osiem dzielnic (deelgemeente):
- Aaigem
- Bambrugge
- Burst
- Erondegem
- Erpe
- Mere
- Ottergem
- Vlekkem

## Demografia
- Źródła:NIS, :od 1806 do 1981= według spisu; od 1990 liczba ludności w dniu 1 stycznia

1 stycznia 2024 całkowita populacja Erpe-Mere liczyła 21 013 osób. Łączna powierzchnia gminy wynosi 34,41 km², co daje gęstość zaludnienia 611 mieszkańców na km².